# Agrodiaetus pseudoxerxes
Agrodiaetus pseudoxerxes är en fjärilsart som beskrevs av Forster 1956. Agrodiaetus pseudoxerxes ingår i släktet Agrodiaetus och familjen juvelvingar. Inga underarter finns listade i Catalogue of Life.